# 阮浹
阮浹（越南语：／；1723年9月24日—1804年），初名阮光浹，又名阮啓顓（越南语：／），號幸庵（越南语：／），又號笠峰（越南语：／），越南西山朝時期著名的文學家、思想家、隱士。

## 生平
阮浹是乂安鎮德光府羅山縣月澳社（今属河靜省干祿縣金禄社）人，保泰四年八月二十五日（1723年9月24日）出生。19歲時，叔父阮行將他託付給好友太原憲察使阮儼，讓他拜阮儼為師。景兴四年（1743年），阮浹參加鄉試，考中鄉貢。此後多次參加會試，均未考中。此後以病根未愈為由，不再參加會試，專心研讀經史，並遊山玩水。景興十七年（1756年），阮浹按例被任命為英山府儒學訓導，後課滿升任青漳知縣。後因不滿鄭主的腐敗，辭官隱居於千仞山六年城，繼續研讀經史，自號笠峰居士。
景興四十二年（1781年），鄭主鄭森徵召阮浹入京，後又遣歸。
西山泰德九年（1786年），身為西山軍首領之一的阮惠決定北伐鄭主。阮惠久聞阮浹的大名，派人攜帶禮物請他出山。阮浹拒絕出山，並退還了禮物。泰德十一年（1788年），清軍南下入侵越南，阮惠率軍北上迎戰，途經乂安的時候，向阮浹徵詢了一些擊退清軍的建議。阮浹對阮惠說：「今國內空虛，人心潰敗。清師遠來，不知強弱之形，不識戰取之勢。主公出此，不過十日，清寇平矣。」後來的戰局證實了他的判斷。
光中四年（1791年），已經登基即位的光中帝阮惠再次邀請阮浹出山。阮浹被阮惠的真誠所打動，來到富春（今順化），向阮惠提出了一些治國的建議。阮浹反對阮惠的先軍政策，主張應該以仁義治國；他還引用孟子「水能載舟，亦能覆舟」的話，建議阮惠施行仁政。不過，阮浹再次拒絕了阮惠授予的官職。阮惠對他非常尊敬，稱他為老師，賜號羅山先生、羅山夫子，國中政務多按其建議施行。
光中五年（1792年），光中帝阮惠逝世，景盛帝阮光纘繼位。西山朝的勢力越來越弱小，其領地被舊阮蠶食。景盛八年（1800年），舊阮從多個方向夾擊西山朝，阮光纘派人將阮浹請到富春，問以國事。阮浹認為西山朝敗局已定，無法挽回；勸阮光纘早日遷都昇龍（一說為永都），以避阮福映大軍，但阮光纘沒有接受這一建議。次年（1801年），舊阮軍隊進逼富春，阮光纘倉皇遷都昇龍。阮浹則躲入富春百姓家避難。
阮福映聽聞阮浹大名，徵召他覲見，並賞賜很多禮物。但阮浹推辭不受，請求回歸家鄉。阮福映說：「卿齒德俱優，素愜人望。還山之後，善自陶淑多士，奮庸熙朝，無負我敬賢至意。」於是派官送他返回家鄉。
嘉隆三年二月六日（1804年3月17日），阮浹在家中去世，壽八十二歲。

## 作品
阮浹著作有《羅山先生詩集》（又名《幸庵詩稿》）、《幸庵遺文》、《笠峰文稿》等。